# Invencia Piano Duo
Invencia Piano Duo — фортепіанний дует, який у 2003 році заснували Каспаров Андрій Рафаїлович та Оксана Луцишин.
Назва вільно перекладається як «винахідність», дует Invencia заслужив похвали по всьому світу за свої концерти та записи.
Випущений в 2007 році в студії Albany Records, у складі: скрипалі Дезіре Рухстрат і Павло Луашов, віолончеліст Давид Канліфф, гітарист Тімоті Олбруч, і меццо-сопрано Ліза Релафорд Кастон. Дует створив альбом Hommages Musicaux, в якому міститься такі зразки класичної музики як Tombeau de Claude Debussy і Hommage à Gabriel Fauré.
Під час створення Hommages Musicaux, фортепіанний дует Invencia був введений в каталог композитора Флоран Шмітт. Відданість Invencia Шмітту завершилася створенням чотирьох компакт-дисків у студії Naxos Records.

## Нагороди
Обидва учасники дуету отримують престижні нагороди. 
Луцишин була лауреатом:
- ІІІ-го міжнародного конкурсу міжнародних конкурсів виконавців у Віденському університеті у 1997 році;
- Міжнародного конкурсу піаністів ім. Вільяма Капелла в Колледж-Парку, штат Меріленд, в 1990 році. В результаті останнього вона виступила з дебютом у Веліл Констанс Холл Карнегі-гол.
- Мистецька премія округа Принц-Джордж, Міжнародний конкурс піаністів імені Вільяма Капелла (1990).
- Фіналіст, Міжнародний конкурс піаністів у Сент-Чарльзі (1991, 1997).
- Друге місце, Міжнародний Віденський конкурс Сучасних митців звукозапису (1996).

Каспаров отримав премію Альберта Русселя на Міжнародному конкурсі піаністів в Орлеані в 1998 році. У 1994 році Каспаров дав прем'єру недавно відкритого видання Бели БартокаКонцерт № 3 фортепіано , переглянутий самим композитором. 
Крім своєї кар'єри піаніста, Каспаров є активним композитором, чиї роботи були опубліковані компанією " Композитор" у Москві та записані Атлантичним агентом художнього агентства в Києві та ін. Серед його нагород:
- премія Міжнародного конкурсу композицій ім. Сергія Прокоф'єва в Москві в 1997 році за його фортепіанну сонату № 2.

У 2014 році Invencia Piano Duo виграв у кращій класичній категорії журналу Veer Magazine Music Awards.

## Дискографія

### Albany Records
- Hommages Musicaux. Two collections of compositions honouring the memories of Claude Debussy and Gabriel Fauré (Invencia Piano Duo):[1][2]

Tombeau de Claude Debussy
1. Paul Dukas, La plainte, au loin, du faune
2. Albert Roussel, L'Accueil des Muses
3. Gian Francesco Malipiero, A Claudio Debussy
4. Eugene Goossens, Hommage à Debussy
5. Béla Bartók, Improvisation on a Hungarian Peasant Song
6. Florent Schmitt, Et Pan, au fond des blés lunaires, s'accouda
7. Igor Stravinsky, Fragment des Symphonies pour instruments à vent à la mémoire de C.A. Debussy
8. Maurice Ravel, Duo pour Violine et Violoncelle (Desiree Ruhstrat, Violin; David Cunliffe, Cello)
9. Manuel de Falla, Homenaja (Timothy Olbrych, Guitar)
10. Erik Satie, Que me font ses vallon (Lisa Coston, Mezzo-Soprano)

Hommage à Gabriel Fauré, Seven Pieces on the Name of Fauré (Berceuse sur le nom de Gabriel Fauré)
1. Maurice Ravel (Pavel Ilyashov, Violin)
2. George Enescu
3. Louis Aubert
4. Florent Schmitt
5. Charles Koechlin
6. Paul Ladmirault
7. Jean Roger-Ducasse

- Ignis Fatuus. Works by Adolphus Hailstork (Invencia Piano Duo):[3][4][5][6][7][8]

1. Two Scherzos
2. Trio Sonata
3. Ignis Fatuus
4. Eight Variations on Shalom Chaverim
5. Piano Sonata No. 2
6. Sonata for Two Pianos

### Naxos Records
- Florent Schmitt: Complete Original Works for Piano Duet and Duo – Vol. 1 (Invencia Piano Duo)[9][10][11][12][13][14][15][16]

1. Trois rapsodies, Op. 53
2. Sept pièces, Op. 15
3. Rhapsodie parisienne

- Florent Schmitt: Complete Original Works for Piano Duet and Duo – Vol. 2 (Invencia Piano Duo)[17][9][18][19][20]

1. Sur cinq notes, Op. 34
2. Reflets d'Allemagne, Op. 28
3. Eight Easy Pieces, Op. 41

- Florent Schmitt: Complete Original Works for Piano Duet and Duo – Vol. 3 (Invencia Piano Duo)[18][21][22][23][24]

1. Marche du 163 R.I., Op. 48, No. 2
2. Feuillets de voyage, Book 1, Op. 26
3. Feuillets de voyage, Book 2, Op. 26
4. Musiques foraines, Op. 22

- Florent Schmitt: Complete Original Works for Piano Duet and Duo – Vol. 4 (Invencia Piano Duo)[25][26][27][28][29]

1. Humoresques, Op. 43
2. Lied et scherzo, Op. 54 (for piano four hands)
3. Trois pièces récréatives, Op. 37
4. Une semaine du petit elfe Ferme-l'oeil, Op. 58

### Vienna Modern Masters
- Twentieth Century Classics: Music for Piano and Strings, Distinguished Performers Series III (Andrey Kasparov, Toccata for piano)